# Spaceman (låt av The Killers)
"Spaceman" är en låt av det amerikanska rockbandet The Killers. Låten släpptes som den andra singeln från bandets tredje studioalbum Day & Age den 4 november 2008, som digital download på Itunes, 7-tums-singel samt promo-CD i USA, Kanada och Storbritannien. Låten hamnade på plats 17 över Rolling Stones lista över de 100 bästa låtarna under 2008.
Bandet började att framförde låten vid spelningar under deras sommarturné 2008 och spelade den som en av två låtar den 4 oktober på Saturday Night Live. De framförde även låten den 4 november på BBC Twos Later... with Jools Holland.
Låten släpptes som ett nedladdningsbart spår på musikspeletet Rock Band den 25 november 2008.
Låten medverkade även i Fringe-avsnittet "The No-Brainer", såväl som i trailern för den animerade filmen Planet 51 med Dwayne "The Rock" Johnson i huvudrollen.

## Musikvideo
Musikvideon regisserades av den amerikanska regissören Ray Tintori, och i den går Brandon Flowers runt i en pågående fest, som äger rum på en unik differentierad struktur, prydd med långa vita vertikala ljus. Många humanoida varelser (uppklädda i färgstarka, karneval-liknande dräkter) dansar, ibland som en grupp, men mestadels individuellt. De övriga tre bandmedlemmarna kan också ses på festen genom videon. Allteftersom mer av strukturen uppenbaras, avslöjas det att den är placerad i mitten av en stor öppen plats, omgiven av kamerateam som filmar videon.

## Låtlista
Promo CD
1. "Spaceman" (radio edit) – 4:13
2. "Spaceman" (album version) – 4:44

UK 7" Picture Disc
1. "Spaceman" – 4:44
2. "Tidal Wave" – 4:14

Limited Edition 12" Picture Disc
1. "Spaceman" – 4:44
2. "Four Winds" (Conor Oberst) – 3:56

Svenska Itunes-EP:n
1. "Spaceman" - 4:44
2. "Four Winds" (Conor Oberst) - 3:56
3. "Tidal Wave" - 4:14

Promo Remix CD
1. "Spaceman" (Bimbo Jones vocal mix) – 8:04
2. "Spaceman" (Bimbo Jones dub) – 8:03
3. "Spaceman" (Bimbo Jones radio edit) – 4:33

Promo Remix CD 2
1. "Spaceman" (Bimbo Jones Radio Mix) – 04:33
2. "Spaceman" (Bimbo Jones Vocal Mix) – 08:05
3. "Spaceman" (Lee Dagger Mix) – 09:03
4. "Spaceman" (Max Jackson Dub) – 06:26
5. "Spaceman" (Sander Van Doorn Alternative Mix) – 07:38
6. "Spacemen" (Sander Van Doorn Mix) – 06:38

Andra remixer
1. "Spaceman" (Tiësto remix)

## Listplaceringar
"Spaceman" debuterade på Billboards Hot 100-lista på plats 67, den 22 november 2008. Låten ramlade ut ur listan den följande veckan. Den 16 februari 2009 kom "Spaceman" in på Storbritanniens "Top 40"-lista.

### Topplistor
| Topplista (2008-09)                    | Topp- placering |
| -------------------------------------- | --------------- |
| Australiens ARIA Singles Chart         | 62              |
| Österrikes singellista                 | 44              |
| Canadian Hot 100                       | 47              |
| Nederländernas singellista             | 22              |
| Tysklands singellista                  | 29              |
| Irländska singellistan                 | 33              |
| Israels singellista                    | 6               |
| Slovakien (IFPI)                       | 49              |
| Schweiz singellista                    | 89              |
| UK Singles Chart                       | 40              |
| USA:s Billboard Hot 100                | 67              |
| USA:s Billboard Hot Modern Rock Tracks | 8               |
| USA:s Billboard Hot Dance Club Play    | 2               |
| USA:s Billboard Triple A               | 17              |

## Utgivningshistorik
| Region         | Datum           | Format              | Skivbolag      |
| -------------- | --------------- | ------------------- | -------------- |
| Nordamerika    | 4 november 2008 | Digital nedladdning | Island Records |
| Storbritannien | 9 februari 2009 | 7-tums vinyl        | Island Records |
| Europa         | 27 mars 2009    | CD och digital EP   | Island Records |
| Nordamerika    | 12 april 2009   | 12-tums vinyl       | Island Records |